# You Don't Know Me: The Songs of Cindy Walker
You Don't Know Me: The Songs of Cindy Walker è un album in studio del cantante di musica country statunitense Willie Nelson, pubblicato nel 2006.

## Il disco
Si tratta di un album tributo a Cindy Walker ed è stato pubblicato nove giorni prima della morte della cantautrice.

## Tracce
Tutte le tracce sono state scritte da Cindy Walker eccetto dove indicato.

1. Bubbles in My Beer (Tommy Duncan, Cindy Walker, Bob Wills) – 2:51
2. Not That I Care – 2:57
3. Take Me in Your Arms & Hold Me – 3:22
4. Don't Be Ashamed of Your Age (Cindy Walker, Bob Wills) – 3:34
5. You Don't Know Me (Cindy Walker, Eddy Arnold) – 3:42
6. Sugar Moon – 2:28
7. I Don't Care (Cindy Walker, Webb Pierce) – 2:56
8. Cherokee Maiden – 3:09
9. The Warm Red Wine – 2:51
10. Miss Molly – 2:34
11. Dusty Skies – 3:34
12. It's All Your Fault – 2:36
13. I Was Just Walkin' Out the Door – 2:54